# Dolnośląski Festiwal Tajemnic
Dolnośląski Festiwal Tajemnic – największa impreza historyczna na Dolnym Śląsku a zarazem największe w Polsce spotkanie poszukiwaczy skarbów, miłośników historii oraz badaczy jej tajemnic. W latach 2013–2019 festiwal odbywał się corocznie w Zamku Książ. Wydarzenie łączy cykl wykładów i prelekcji z udziałem naukowców z pokazami filmów, dyskusjami, wystawami i widowiskami historycznymi.

## Historia
Festiwal jest projektem autorskim Joanny Lamparskiej, dziennikarki, pisarki i podróżniczki, autorki wielu publikacji o tajemnicach Dolnego Śląska, od kilkunastu lat promującej region w książkach i filmach. W latach 2013–2019 był jednym z najważniejszych cyklicznych wydarzeń kulturalnych w Zamku Książ. 
W 2020 roku z powodu pandemii Covid-19 został przeniesiony do internetu.
Festiwal odbywa się pod patronatem honorowym Marszałka Województwa Dolnośląskiego.